# Fritz Haenchen
Fritz Paul Haenchen (* 6. März 1907 in Großzschachwitz; † 14. Juli 1986 in Dresden) war ein deutscher Gartenbauinspektor.
Haenchen veröffentlichte zahlreiche Bücher, insbesondere zu Rosen. Von 1947 bis 1972 war er Mitinhaber und Geschäftsführer der Firma Victor Teschendorff, einer Baum- und Rosenschule, und war Volkshochschuldozent und Gastmitarbeiter der Deutschen Akademie der Landwirtschaftswissenschaften zu Berlin, Sektion Gartenbau.
Einer seiner drei Söhne ist der Dirigent Hartmut Haenchen.